# محمد حسيب القاضي
محمد حسيب القاضي هو شاعر فلسطيني. ولد عام 1935 في يافا. وهجرت عائلته أثناء نكبة 1948 إلى قطاع غزة. توفي في 30-4-2010 بالقاهرة حيث شيع ودفن.
بدأ مسيرة الكتابة كمحرر أدبي في جريدة أخبار فلسطين التي كانت تصدر في غزة وذلك في ستينيات القرن العشرين.
اعتقلته قوات الاحتلال الإسرائيلية بعد سيطرتها على قطاع غزة سنة 1967 وفصل من عمله.
غادر قطاع غزة بعد ذلك إلى القاهرة حيث ساهم بإنشاء إذاعة صوت العاصفة ثم صوت فلسطين. وعمل لاحقا مديرا لإذاعة فلسطين في الجزائر وصنعاء.
ترأس مهمة تحرير جريدة الأشبال التي صدرت في تونس وقبرص.
ترجمت قصائده للغات الإنجليزية, الإيطالية, الفارسية والبلغارية.
حاز على جائزة القلم الدولي للشعر عام 1995 إلى جانب عدد من الجوائز الأخرى في تونس والقاهرة.

## أعماله
يُعد محمد حسيب القاضي من أبرز من كتب كلمات قصائد وأناشيد الثورة الفلسطينية والفولكلور الشعبي منها:
- المجد للثورة
- بإيدي رشاشي
- حرب الشوارع
- حنا ثوارك يا بلادي
- لوحنا عالقواعد
- جر المدفع
- هذا هو دربي
- هذا هو الرد
- يا شعبنا هز البارود
- يا جماهير الأرض المحتلة[2]
- يا شعبنا في لبنان
- يا غاصبا حقنا

وقد لحن له بعضها الملحن مهدي سردانة.
صدر له:
- ديوان أربعاء أيوب وهو يضم قصيدة واحدة مطولة.[3]

## روابط ومصادر
مجموعة من المقالات عن محمد حسيب القاضي
1. ↑  تشييع جثمان شاعر الثورة الفلسطينية محمد حسيب القاضي | دنيا الوطن نسخة محفوظة 05 مارس 2016 على موقع واي باك مشين.
2. ↑  "مكتبة الموسيقى الفلسطينية : فرد : محمد حسيب القاضي [610-a-]". اطلع عليه بتاريخ 2023-12-05.
3. ↑  https://info.wafa.ps/persons.aspx?id=461